# Palaeocorystinae
Palaeocorystinae zijn een uitgestorven onderfamilie van krabben (Brachyura) uit de familie Raninidae.

## Geslachten
De Palaeocorystinae omvat volgende geslachten:
- † Cretacoranina Mertin, 1941
- † Eucorystes Bell, 1863
- † Heus Bishop & Williams, 2000
- † Notopocorystes M’Coy, 1849